# Gaston Charlot
Gaston Charlot (11 de junio de 1904 - 17 de abril de 1994) fue un químico francés, fundador de la química analítica moderna en Francia.

## Semblanza
Charlot se graduó en la Escuela Superior de Física y de Química Industriales de París, y trabajó en la oxidación catalítica de sustancias orgánicas en fase gaseosa. En 1945, se convirtió en profesor de química analítica en la Escuela Superior, y también dio clases en la Facultad de Ciencias de París y en el Instituto Nacional de Ciencias y Técnicas Nucleares. 
Generalizó la teoría de Brønsted-Lowry de la química ácido-base a la química compleja. En 1943, publicó "Théories et méthodes nouvelles d'analyse qualitative" (Nuevas teorías y métodos de análisis cualitativo), que eliminó los métodos tradicionales como las pruebas de sulfuro de hidrógeno al reemplazarlos con pruebas electroquímicas o colorimétricas, química compleja y reacciones químicas no acuosas. Después de cierta reticencia de parte de la comunidad química, el método de Charlot encontró aprobación después del Primer Congreso Europeo de Química Analítica de posguerra, celebrado en Utrecht en 1948. 
Gaston Charlot fue autor de numerosos trabajos de referencia en química analítica, incluidos sus Cours de chimie analytique générale y Les réactions chimiques en solution aqueuse. Fue elegido miembro de la Academia de Ciencias de Francia en 1970 y caballero de la Legión de Honor.